# Équipe d'Italie des moins de 17 ans de football
Maillots
L'équipe d'Italie de football des moins de 17 ans est constituée par une sélection des meilleurs joueurs italiens de moins de 17 ans sous l'égide de la Fédération d'Italie de football. L'équipe a remporté 2 fois le Championnat d'Europe de football des moins de 17 ans et a terminé une fois quatrième de la Coupe du monde de football des moins de 17 ans.

## Parcours

### Parcours en Championnat d'Europe
| - 1982 : Vainqueur - 1984 : Non qualifiée - 1985 : 1er tour - 1986 : Finaliste - 1987 : Vainqueur - 1988 : Non qualifiée - 1989 : 1er tour - 1990 : Non qualifiée - 1991 : Non qualifiée - 1992 : 3e - 1993 : Finaliste - 1994 : Non qualifiée - 1995 : 1er tour |  | - 1996 : Non qualifiée - 1997 : 1er tour - 1998 : Finaliste - 1999 : Non qualifiée - 2000 : Non qualifiée - 2001 : Quart de finaliste - 2002 : Non qualifiée - 2003 : 1er tour - 2004 : Non qualifiée - 2005 : 3e - 2006 : Non qualifiée - 2007 : Non qualifiée - 2008 : Non qualifiée - 2009 : Demi-finaliste |  | - 2010 : Non qualifiée - 2011 : Non qualifiée - 2012 : Non qualifiée - 2013 : Finaliste - 2014 : Non qualifiée - 2015 : Quart de finaliste - 2016 : Phase de groupes - 2017 : Phase de groupes - 2018 : Finaliste - 2019 : Finaliste - 2020 -2021 : Éditions annulées - 2022 : Quart de finaliste - 2023 : Phase de groupes - 2024 : Vainqueur |

L'UEFA retira le titre de 1987, parce que l'Italie a fait jouer Roberto Secci, inscrit avec un faux document. Le titre ne fut attribué à aucune équipe.

### Parcours en Coupe du monde
| - 1985 : 1er tour - 1987 : 4e - 1989 : Non qualifiée - 1991 : 1er tour - 1993 : 1er tour - 1995 : Non qualifiée - 1997 : Non qualifiée - 1999 : Non qualifiée - 2001 : Non qualifiée - 2003 : Non qualifiée - 2005 : 1er tour - 2007 : Non qualifiée - 2009 : Quart de finaliste - 2011 : Non qualifiée - 2013 : Huitième de finaliste - 2015 : Non qualifiée - 2017 : Non qualifiée - 2019 : Quart de finaliste - 2023 : Non qualifiée |

## Palmarès
- Tournoi de Montaigu
  - Vainqueur en 1999 et en 2003
  - Finaliste en 1982, en 2000, en 2004 et en 2006

- Championnat d'Europe de football des moins de 17 ans
  - Vainqueur en 1982, en 1987 et en 2024
  - Finaliste en 1986, en 1993, en 1998, en 2018, en 2019

## Sélectionneurs
- 2011-2014 :  Daniele Zoratto

## Anciens joueurs
- Francesco Totti
- Gianluigi Buffon
- Francesco Coco
- Gianluca Pessotto
- Alessandro Del Piero
- Alessandro Birindelli
- Stephan El Shaarawy
- Federico Macheda
- Ramën Çepele